# Spectrophilie
La spectrophilie est une paraphilie désignant l'attirance sexuelle pour les fantômes, ou l'excitation sexuelle basée sur les images dans des miroirs.

## Description du phénomène dans la littérature folklorique
Depuis les récits folkloriques de la civilisation mésopotamienne jusqu'au Merlin de Robert de Boron, à l'époque médiévale occidentale, l'histoire d'incubes ou de succubes ayant des relations sexuelles avec des humains sont rapportées à plusieurs reprises,. Au XIXe siècle, les auteurs Arthur Conan Doyle et Victor Hugo, tous deux passionnés de paranormal, se sont intéressés au sujet. Des témoignages d'expériences similaires ont été également rapportés au XXIe siècle.

## Analyse scientifique
Certains scientifiques expliquent ces récits par un phénomène d'hallucinations liées à la paralysie du sommeil.